# Vương Giản Cơ
Vương Giản Cơ (chữ Hán: 王简姬, ? - ?), hay Thuận hoàng hậu (顺皇后) là nguyên phối thê tử của Tấn Giản Văn Đế Tư Mã Dục, vua thứ 12 của nhà Tấn trong lịch sử Trung Quốc. 
Tuy là nguyên phối nhưng bà chưa từng làm Hoàng hậu khi còn sống. Bà bị phế và qua đời khi Tư Mã Dục còn ở tước Cối Kê vương. Thụy hiệu Hoàng hậu của bà được truy phong bởi con riêng của phu quân bà là Tư Mã Hiệu kế ngôi, tức Tấn Hiếu Vũ đế.

## Tiểu sử
Vương Giản Cơ nguyên quán ở huyện Tấn Dương, quận Thái Nguyên. Bà là con gái của đại thần Vương Hà trong triều đình Đông Tấn. Thời trẻ, bà thành hôn với Thừa tướng nhà Tấn là Cối Kê vương Tư Mã Dục, sinh ra một người con trai là Tư Mã Đạo Sinh. Năm 348, mẹ con Vương Giản Cơ mắc tội nên bị phế truất, Tư Mã Đạo Sinh sau đó chết trong ngục. Không bao lâu sau, Vương Giản Cơ vì quá đau buồn nên cũng lâm bệnh mà mất.
Năm 371, Tư Mã Dục được lập làm hoàng đế, tức Tấn Giản Văn Đế. Tám tháng sau, Giản Văn đế mất, con trai của ông với người thiếp Lý Lăng Dung là Tư Mã Hiệu kế ngôi, tức Tấn Hiếu Vũ đế. Hiếu Vũ Đế truy tôn Vương Giản Cơ làm [Thuận hoàng hậu; 顺皇后], hợp táng cùng Giản Văn Đế ở Cao Bình lăng. Cha bà là Vương Hà được ban tặng chức Quang Lộc đại phu, Tán kị thường thị.